# Alberto Tonoli
Alberto Tonoli (Mantova, 8 maggio 1947 – Savona, 2 novembre 2000) è stato un calciatore e allenatore di calcio italiano, di ruolo ala sinistra attaccante.

## Caratteristiche tecniche
È nato l'8 maggio 1947 a Mantova. Giocò nel ruolo di ala sinistra.

## Carriera

### Giocatore
Giocò in Serie A con il Bari.

### Allenatore
Nella stagione 1974-1975 ha vinto il campionato ligure di Promozione con la Sanremese.

## Palmarès

### Allenatore

#### Competizioni regionali
- Promozione: 1

Sanremese: 1974-1975